# Истису (Кельбаджарский район)
Истису (азерб. İstisu) — посёлок в Кельбаджарском районе Азербайджана.

## Топонимика
Топоним Истису на азербайджанском означает «горячая вода»

## География
Истису расположен в горах Малого Кавказа на высоте 2200—2400 м, на берегу реки Тертер, на трассе Кельбаджар — Джермук. В 166 км к северо-востоку расположена азербайджанская железнодорожная станция Барда на недействующем участке Евлах — Ханкенди.

## Климат
Лето умеренно тёплое (средняя температура июля 16—18 °С), зима умеренно мягкая (средняя температура января —6 °С). Осадков выпадает около 600 мм в год.

## История
В раннем средневековье здесь находились царские бани правителей Кавказской Албании.
В 1928 году в Истису была создана лечебно-оздоровительная зона. 
8 октября 1960 года Истису получил статус посёлка городского типа.
С 1993 года по 25 ноября 2020 года посёлок Истису контролировался непризнанной НКР, был переименован в Джермаджур (арм. Ջերմաջուր) и относился к Шаумяновскому району НКР.
25 ноября 2020 года посёлок был возвращён под контроль Азербайджана, согласно заявлению глав Армении, Азербайджана и России о прекращении боевых действий в Нагорном Карабахе, опубликованному 10 ноября 2020 года. 28 ноября Министерство обороны Азербайджана опубликовало кадры, на которых запечатлён посёлок Истису под контролем Азербайджана.

## Население
По всесоюзной переписи населения 1989 года в Истису проживало 830 человек.

### Национальный состав
| Год переписи       | 1970         | 1979          |
| ------------------ | ------------ | ------------- |
| азербайджанцы      | 618 (91,2 %) | ↗812 (99,3 %) |
| армяне             | 12 (1,8 %)   | ↘0 (0 %)      |
| русские и украинцы | 38 (5,6 %)   | ↘6 (0,7 %)    |
| другие             | 10 (1,4 %)   | 0 (0 %)       |
| всего              | 678          | 818           |

## Экономика
До Карабахской войны население занималось виноградарством, зерноводством, животноводством, коконоводством.

## Восстановление после войны
2 сентября 2024 года начато восстановление посёлка. Новый посёлок будет построен на площади 63,1 гектар. Будут построены 159 частных домов, 71 дом типа таунхаус (142 квартиры) и 10 зданий на 180 квартир.
На первом этапе будет построено 159 частных домов на площади 39,2 гектара. 

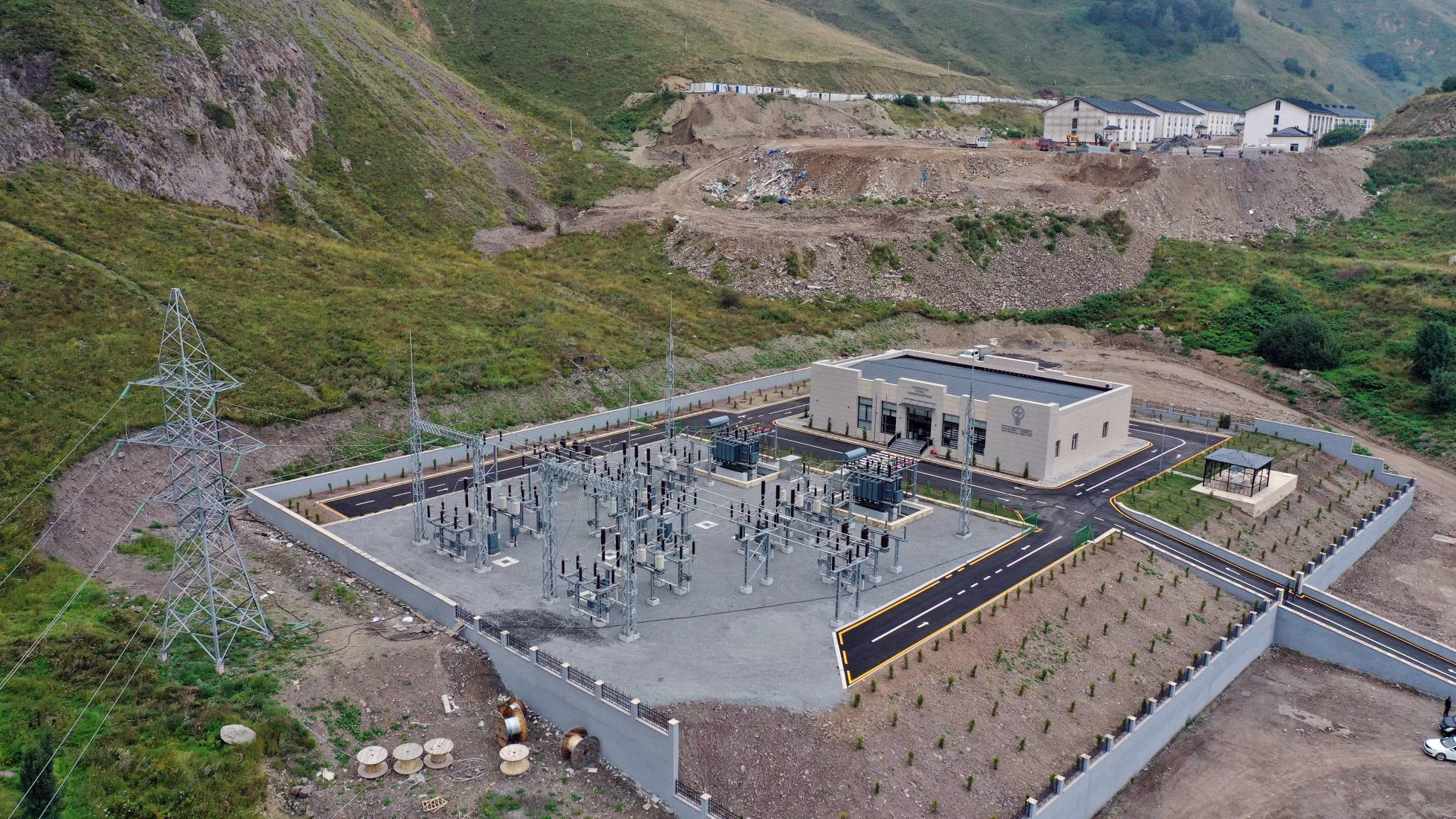
Электрическая подстанция Истису Сентябрь 2024

Планируется строительство школы на 352 ученических места, детского сада на 100 мест, административного здания, спортивно-оздоровительного центра, медицинского пункта. 
Начато восстановление лечебно-рекреационного комплекса «Истису». 

## Инфраструктура
2 сентября 2024 года введена в строй 110/35-киловольтная электрическая подстанция. Подстанция будет снабжать электроэнергией санаторий «Истису» и завод минеральных вод «Истису».

## Туризм
В посёлке расположены курорт Истису и термальные источники.